# Le Pharaon
Pour plus de détails, voir Fiche technique et Distribution.
Le Pharaon (Faraon) est un péplum polonais réalisé par Jerzy Kawalerowicz, sorti en 1966.
Ce drame à la réalisation soignée, tiré du roman éponyme de Bolesław Prus publié en 1897, possède un arrière-plan idéologique. Le pouvoir communiste de l'époque, en finançant le film, invitait à y voir une métaphore de sa propre situation face à la puissante Église catholique polonaise.

## Synopsis
Ce film décrit les manipulations de prêtres et hauts-prêtres conservateurs à l'encontre du nouveau monarque Ramsès XIII, trop progressiste à leurs yeux, et qu'ils finiront par éliminer en jouant de la crédulité populaire.

## Fiche technique
- Titre : Le Pharaon
- Titre original : Faraon
- Réalisation : Jerzy Kawalerowicz
- Scénario : Tadeusz Konwicki, Jerzy Kawalerowicz
- Roman original de Bolesław Prus
- Musique : Adam Walaciński
- Photographie : Jerzy Wójcik
- Pays d'origine : Pologne
- Format : Couleur
- Genre : Drame
- Durée : 140 minutes
- Date de sortie : 1966

## Distribution
- Jerzy Zelnik (VF : Michel Le Royer) : Ramsès XIII
- Piotr Pawłowski (VF : Jean-François Laley) : Herhor
- Leszek Herdegen (VF : Roland Menard) : Pentuer
- Wiesława Mazurkiewicz (VF : Claire Guibert) : Nikotris
- Krystyna Mikolajewska (VF : Michèle Montel) : Sarah
- Stanisław Milski (VF : Louis Arbessier) : Mephres
- Alfred Lodzinski (VF : Serge Nadaud) : Hiram
- Andrzej Girtler (VF : Gérard Ferat) : Ramsès XII
- Wiktor Grotowicz (VF : Edmond Bernard) : Nitager
- Barbara Brylska : Kama
- Lucyna Winnicka : prêtresse de la momification de Ramsès XII
- Ryszard Ronczewski : Eunane